# 톰미 랜티넨
톰미 랜티넨(핀란드어: Tommi Läntinen, 1959년 8월 22일 ~ )은 핀란드 투르쿠에서 태어난 기타리스트이자 싱어송라이터이다. 1980년에 그의 경력을 시작한 후, 랜티넨은 보이콧과 패브릭스의 리드 보컬로 가장 잘 알려져 있는 보컬리스트이자 작곡가로서 많은 밴드에서 일했다. 그 당시에 랜티넨은 주로 영어로 노래를 불렀지만, 1993년에 솔로 활동을 시작했고, 그는 핀란드어로 가사를 쓰기 시작했다.

## 음반 목록

### 솔로 음반
- 1994년 Veijareita ja pyhimyksiä
- 1995년 Maalla, merellä ja ilmassa!
- 1997년 Punainen graniitti
- 1999년 Iltavilli
- 2002년 Tähtilaiva
- 2004년 Popniitti
- 2011년 Isoja aikoja